# Gland (Vaud)
Gland es una ciudad y comuna suiza del cantón de Vaud, situada en el distrito de Nyon. Limita al norte con las comunas de Begnins y Luins, al este con Dully, al sureste con Yvoire (FR-74) y Nernier (FR-74), y al suroeste con Prangins, y oeste con Vich.
La comuna hizo parte hasta el 31 de diciembre de 2007 del círculo de Begnins.
| Fondo Mundial para la Naturaleza   |
| Unión Mundial para la Conservación |